# Lísàbí : La Rébellion
 (octobre 2024).
La mise en forme du texte ne suit pas les recommandations de Wikipédia : il faut le « wikifier ».
Les points d'amélioration suivants sont les cas les plus fréquents. Le détail des points à revoir est peut-être précisé sur la page de discussion.
- Les titres sont pré-formatés par le logiciel. Ils ne sont ni en capitales, ni en gras.
- Le texte ne doit pas être écrit en capitales (les noms de famille non plus), ni en gras, ni en italique, ni en « petit »…
- Le gras n'est utilisé que pour surligner le titre de l'article dans l'introduction, une seule fois.
- L'italique est rarement utilisé : mots en langue étrangère, titres d'œuvres, noms de bateaux, etc.
- Les citations ne sont pas en italique mais en corps de texte normal. Elles sont entourées par des guillemets français : « et ».
- Les listes à puces sont à éviter, des paragraphes rédigés étant largement préférés. Les tableaux sont à réserver à la présentation de données structurées (résultats, etc.).
- Les appels de note de bas de page (petits chiffres en exposant, introduits par l'outil «  Source ») sont à placer entre la fin de phrase et le point final[comme ça].
- Les liens internes (vers d'autres articles de Wikipédia) sont à choisir avec parcimonie. Créez des liens vers des articles approfondissant le sujet. Les termes génériques sans rapport avec le sujet sont à éviter, ainsi que les répétitions de liens vers un même terme.
- Les liens externes sont à placer uniquement dans une section « Liens externes », à la fin de l'article. Ces liens sont à choisir avec parcimonie suivant les règles définies. Si un lien sert de source à l'article, son insertion dans le texte est à faire par les notes de bas de page.
- La présentation des références doit suivre les conventions bibliographiques. Il est recommandé d'utiliser les modèles {{Ouvrage}}, {{Chapitre}}, {{Article}}, {{Lien web}} et/ou {{Bibliographie}}. Le mode d'édition visuel peut mettre en forme automatiquement les références.
- Insérer une infobox (cadre d'informations à droite) n'est pas obligatoire pour parachever la mise en page.

Pour une aide détaillée, merci de consulter Aide:Wikification.
Si vous pensez que ces points ont été résolus, vous pouvez retirer ce bandeau et améliorer la mise en forme d'un autre article.
Pour plus de détails, voir Fiche technique et Distribution.
Lisabi : La Rébellion (Lisabi: The Uprising) est un film dramatique historique nigérian de 2024 réalisé par Niyi Akinmolayan, produit par Adebimpe Oyebade et Victoria Akujobi, et écrit par Yinka Olaoye et Niyi Akinmolayan. Il présente un ensemble dirigé par Lateef Adedimeji, Adebimpe Oyebade, Ibrahim Chatta, Jide Awobona, Eniola Ajao et Olumide Oworu. Il est vaguement basé sur la légendaire rébellion Lisabi de la fin du XVIIIe siècle à Abeokuta, au Nigeria, racontant de manière vivante l'histoire de Lisabi Agbongbo Akala, un guerrier Egba qui a mené une révolte réussie contre le régime oppressif de l'empire d'Oyo.

## Synopsis
Le film se déroule dans l'empire Oyo du XVIIIe siècle. Un agriculteur d'Egba déclenche une rébellion contre l'empire oppressif d'Oyo, en tirant parti du pouvoir collectif de ses camarades agriculteurs et de ses capacités énigmatiques. Son défi, culminant avec la défaite de plus de 6 000 soldats Oyo, assure l’indépendance d’Egba après des siècles d’assujettissement, marquant un moment charnière dans l’histoire des Yoruba.

## Fiche technique
- Titre : Lisabi : La Rébellion
- Titre original : Lisabi: The Uprising
- Réalisation : Niyi Akinmolayan (en)
- Scénario :
- Musique : Tolu Obanro (en)
- Direction artistique :
- Décors :
- Costumes :
- Photographie :
- Montage :
- Pays d'origine :  Nigeria
- Format :
- Genre : Drama historique
- Durée : 102 minutes
- Dates de sortie :
  - Monde : 27 septembre 2024 (Netflix)

## Distribution
- Lateef Adedimeji : Lisabi Agbongbo Akala[1]
- Ibrahim Chatta : Songodeyi
- Adebowale Adedayo : Osokenu
- Odunlade Adekola : Alaafin d'Oyo (Oloyo)
- Femi Adebayo : Olu Olodan
- Roseline Afije « Liquorose » : Abebi
- Oyebade Adebimpe Adedimeji : Ikeola
- Ibrahim Yekini Icon : Salako
- Olarotimi Michael Fakunle : Ogunlana
- Jide Awobona : Osobande
- Gabriel Afolayan : Odunbamitefa
- Kola Ajeyemi : Akinolu
- Boma Akpore : Osogbenro
- Olumide Oworu : Bejide
- Kevin Ikeduba : Obimodede
- Seun Akindele : Oduyale
- Muyiwa Ademola : Alake
- Jide Kosoko : Onitumọ
- Atobiloye Kelvin : Akilapa
- Efe Irele : Œil
- Seun Ajayi : Olo Olori Ilari
- Damilola Ogunsi : Jogbo
- Eniola T. Ajao : Orosola
- Deyemi Okanlawon : nouveau général (Aronimoja)
- Jaiye Kuti : Edioke

## Production
La production de The Lisabi: The Uprising a eu lieu dans divers endroits du Nigérian, notamment à Abeokuta et ses environs. Les producteurs ont donné la priorité à une reconstitution authentique du sud-ouest du Nigérian précolonial, en utilisant des décors et des costumes méticuleusement conçus pour capturer la période historique. Le réalisateur Niyi Akinmolayan, connu pour des films comme The Wedding Party 2 (2017), Chief Daddy (2018), Prophetess (2021), My Village People (2021) et The Set Up (2019), a révélé que toute l'équipe de production composé de Nigérians. Le film a été produit par Al Notions Studios et Anthill Studios, avec Oyebade Adebimpe Adedimeji, Victoria Akujobi et Lateef Adedimeji en tant que producteurs.

## Distribution
Le 23 août 2024, Netflix a annoncé l'acquisition des droits de distribution du dernier film de Niyi Akinmolayan, Lisabi: The Uprising, dont la sortie était initialement prévue le 22 septembre 2024, au Centre culturel du 12 juin, Kuto, Abeokuta, État d'Ogun,. Dans la même déclaration, Netflix a révélé qu'une suite intitulée Lisabi : Une légende est née devrait sortir en janvier 2025,. Le film est sorti le 27 septembre 2024.

## Réception

### Audiences
Le film s'est hissé à la première place du palmarès des films nigérians de Netflix au Nigeria trois jours seulement après sa sortie, selon l'agence de presse du Nigeria (NAN).

### Réponse critique
Confidence Cletus de Premium Times a salué le portrait puissant d'Ibrahim Chatta du collectionneur d'hommages impitoyable, Songodeyi, dans sa critique. Il a remarqué que la performance de Chatta « rayonnait d'intensité pure, offrant 100 pour cent d'action ». Cletus a souligné la façon dont Chatta a insufflé au personnage de la vie, du suspense et une présence imposante, dépassant toutes les attentes et ne laissant « aucune place à l'amélioration ». Cletus a également souligné la performance de Lateef Adedimeji dans le rôle de Lisabi Agbongbo Akala, saluant sa production et son jeu d'acteur stellaires. Il a noté qu'Adedimeji « a saisi toutes les opportunités pour offrir une performance remarquable », contribuant à ce qu'il a décrit comme l'un des films Nollywood les plus remarquables de 2024. Dans l’ensemble, Cletus a attribué au film une note louable de 8/10, reconnaissant ses performances exceptionnelles et sa qualité de production.
Muhibat Sulaimon de Lifestyle The Cable a décrit le film comme un « spectacle avec de petits défauts » et a salué les performances d'Ibrahim Chatta, Odunlade Adekola, Mr. Macaroni, Liquorose et Lateef Adedimeji . Sulaimon a salué le professionnalisme dans la conception des costumes et les effets de marques tribales, mais a souligné les lacunes de certains effets visuels (VFX). Par exemple, la décapitation de Sangodeyi a été critiquée pour son manque de réalisme, car il n'y avait pas de représentation appropriée du flux sanguin, ce qui la faisait paraître statique « comme un arbre ». De plus, la transformation des compagnons de Lisabi en animaux a été jugée décevante et manquant de réalisme. Dans l’ensemble, Sulaimon a donné au film une note de 7/10.